# Kaitlin Cullum
Kaitlin Cullum, född 24 juni 1986 i Los Angeles i Kalifornien, är en skådespelerska. Hon är mest känd som barnskådespelare och gjorde flera roller mellan 1995 och 2004, främst som Libby Kelly i TV-serien Inte bara morsa, som hon dessutom vunnit flera utmärkelser för, The Young Artist Award och The Youth in Film Award. Hon vann dessutom en Young Artist Award för sitt gästspel som Cindy i TV-serien Sjunde Himlen. 2012 återupptog Cullum sitt skådespeleri.